# Magma (album de Gojira)
Pour les articles homonymes, voir Magma.
Albums de Gojira
L'Enfant Sauvage
(2012) Fortitude
(2021)
Singles
1. Stranded[1],[2]
Sortie : 22 avril 2016
2. Silvera[3],[4]
Sortie : 20 mai 2016

Magma est le sixième album studio du groupe de death metal progressif français Gojira sorti le 17 juin 2016.
Cet album marque une rupture avec ses trois prédécesseurs directs, car les titres y sont plus courts et la musique moins extrême. Le groupe, après une période difficile liée au décès de la mère des frères Duplantier, a choisi de revenir à quelque chose de plus direct et plus entraînant pour le public.

## Genèse

### Contexte
Gojira est fondé en 1996 à Ondres. Associé au death metal, au metal progressif voire au groove metal, le groupe se distingue du reste de la scène metal par la sensibilité écologiste et spirituelle de ses chansons. En outre, tous les textes du groupe sont écrits en anglais. Ayant connu le succès parmi les amateurs en France dès la sortie de son premier album en 2001, le groupe connaît très rapidement la célébrité aux États-Unis, puis dans le monde entier, ce qui les conduit dans les plus grands festivals, tels que le Wacken Open Air et le Hellfest et leur permet de jouer avec des groupes de renom comme Metallica, Slayer, Children of Bodom, ou encore Lamb of God. Gojira est par ailleurs le premier groupe de metal français à avoir réalisé une tournée mondiale sur son seul nom, pour la promotion de son album L'Enfant sauvage de 2012 à 2015,.

### Enregistrement
En novembre 2014, Gojira déménage de Bayonne à New York, dans son nouveau studio fraîchement construit dans le quartier du Queens, le Silver Cord Studio. Au mois d'avril 2015, le groupe débute la composition et l'enregistrement de son nouvel album. Dix jours après, la mère des frères Duplantier tombe malade, Joe et Mario retournent alors en France et le groupe est contraint de repousser l'enregistrement à une date ultérieure. La mère de Joe et Mario décède peu de temps après. Une fois le deuil des deux frères passé, le groupe part dans un premier temps en tournée, pour finalement revenir quatre mois à New York le temps de terminer l'enregistrement de l'album.

## Sortie
Le 22 avril 2016, le groupe sort une vidéo officielle sur Youtube pour le morceau Stranded,. Au même moment, l'album est rendu disponible à la précommande sur le site officiel de Roadrunner.
Le 20 mai 2016, ils sortent une vidéo officielle, toujours sur Youtube, pour le morceau Silvera,.
L'album sort le 17 juin 2016 et contient 10 titres. Ces derniers dépassent rarement les cinq minutes, ce qui est particulièrement court pour du Gojira. Le chant clair est aussi plus présent que sur les albums précédents, au détriment du chant guttural. Joe Duplantier déclare à ce propos: « cela reste du metal, mais il y a un peu plus d’éléments rock, voire pop, sur certains titres. Sur nos précédents albums, on était tout le temps dans cette énergie ultra épique et sombre. On avait besoin d’en sortir un peu ».

## Liste des titres
Toutes les chansons sont écrites et composées par Gojira.
| No  | Titre             | Durée |
| --- | ----------------- | ----- |
| 1.  | The Shooting Star | 5:42  |
| 2.  | Silvera           | 3:33  |
| 3.  | The Cell          | 3:18  |
| 4.  | Stranded          | 4:29  |
| 5.  | Yellow Stone      | 1:19  |
| 6.  | Magma             | 6:42  |
| 7.  | Pray              | 5:14  |
| 8.  | Only Pain         | 4:00  |
| 9.  | Low Lands         | 6:04  |
| 10. | Liberation        | 3:35  |

## Réception
L'album a été accueilli positivement par la majorité des critiques. Le site Metacritic lui attribue le score de 85/100 basé sur huit critiques, soit une approbation quasi-universelle. Dom Lawson du Guardian attribue à l'album la note de 5/5, précisant que Magma est le genre d'album que les metalleux aimeraient faire écouter aux non-metalleux pour faire effacer les clichés habituels du metal qui le créditent de genre stupide, bestial et incréatif.
Daniel Epstein du magazine Rolling Stone a souligné le fait que l'album se démarque de ses prédécesseurs et évoque le décès de la mère des Duplantier comme cause probable de ce changement stylistique. Il compare aussi l'album au Black Album de Metallica et à The Hunter de Mastodon, indiquant que l'album se prédestine aux amateurs de hard rock avec un soupçon d'émotions. Pour ces personnes, il dit que l'album offre une expérience aussi agréable que thérapeutique. Néanmoins, il n'oublie pas de préciser que cet album ne sera pas au goût de tous.
Aaron Lambert de Metal Injection le rejoint sur le point de vue que l'album marque une rupture avec les autres albums, affirmant que le chant clair est le principal responsable de ce changement, et cela même si Gojira en a déjà fait usage par le passé. Il précise que ce renouveau rend l'album beaucoup plus accessible aux non-initiés, en particulier le morceau Stranded, taillé pour les ondes. Il ajoute qu'un morceau comme Silvera s'inscrit parfaitement dans la discographie du groupe, car il a cette « mentalité écologiste » qui leur est si chère.
Toujours sur le fait que l'album est moins extrême que les autres, Télérama se veut rassurant : « Que les headbangers se rassurent toutefois, on retrouve les fondamentaux gojiriens : assauts furieux du batteur virtuose Mario Duplantier, envolées de guitare hypnotiques, pouvoir addictif de mélodies entêtantes ». Thibaud Bétencourt du webzine Radio Metal partage le même avis : « Magma n’a pas à pâlir face à ses pairs, loin de là ».

## Classement hebdomadaire
| Classement                         | Meilleure position |
| ---------------------------------- | ------------------ |
| Allemagne (Media Control AG)       | 14                 |
| Australie (ARIA)                   | 11                 |
| Autriche (Ö3 Austria Top 40)       | 9                  |
| Belgique (Flandre Ultratop)        | 15                 |
| Belgique (Wallonie Ultratop)       | 28                 |
| Canada (Canadian Albums)           | 17                 |
| Danemark (Tracklisten)             | 40                 |
| États-Unis (Billboard 200)         | 24                 |
| États-Unis (Top Rock Albums)       | 4                  |
| États-Unis (Hard Rock Albums)      | 1                  |
| Finlande (Suomen virallinen lista) | 5                  |
| France (SNEP)                      | 10                 |
| Hongrie (Mahasz)                   | 31                 |
| Irlande (IRMA)                     | 32                 |
| Italie (FIMI)                      | 95                 |
| Norvège (VG-lista)                 | 9                  |
| Nouvelle-Zélande (RIANZ)           | 26                 |
| Pays-Bas (Mega Album Top 100)      | 43                 |
| Portugal (AFP)                     | 21                 |
| Royaume-Uni (UK Albums Chart)      | 24                 |
| Royaume-Uni (Rock & Metal Albums)  | 1                  |
| Suède (Sverigetopplistan)          | 26                 |
| Suisse (Schweizer Hitparade)       | 4                  |

## Crédits

### Composition du groupe

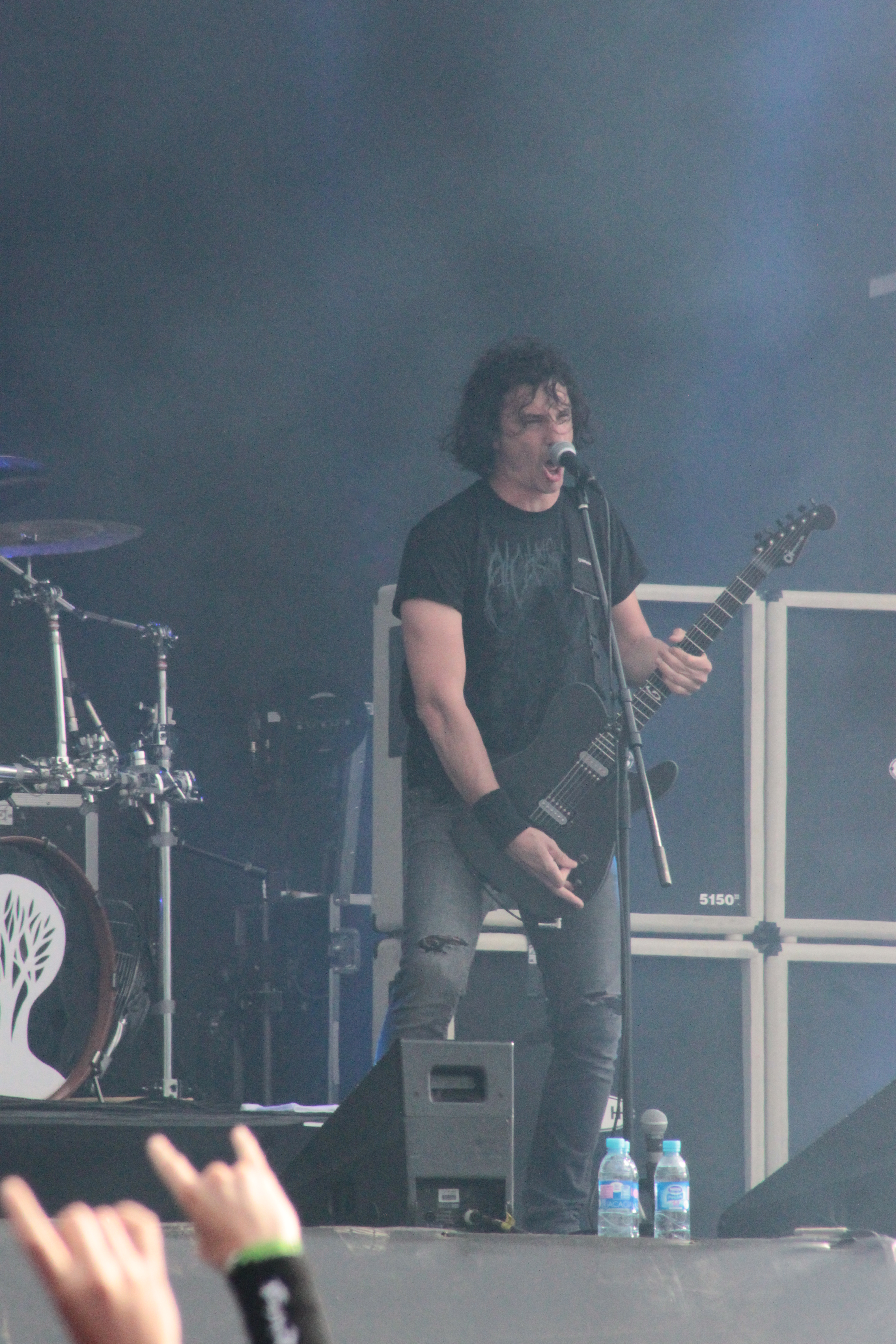
Joe Duplantier, guitariste et chanteur du groupe

- Joe Duplantier - Chant et guitare.
- Christian Andreu - Guitare.
- Jean-Michel Labadie - Basse.
- Mario Duplantier - Batterie[47].

### Membres additionnels
- Ted Jensen - Mastering.
- Johann Meyer - Mixage audio et Ingénieur du son[11].
- Alexis Berthelot - Ingénieur du son (assistant).
- Will Putney - Ingénieur du son (assistant).
- Jamie Uertz - Ingénieur du son (assistant).
- Taylor Bingley - Ingénieur du son (assistant).
- Hibiki Miyazaki - Artwork.
- The Visual Strategist - Design.
- Gabrielle Duplantier - Photos.